# رينالدو دوس سانتوس
رينالدو دوس سانتوس (بالبرتغالية: Reynaldo dos Santos‏) هو ناقد فني وكاتب وطبيب برتغالي، ولد في 3 ديسمبر 1880 في فيلا فرانكا دي إكسيرا في البرتغال، وتوفي في 6 مايو 1970 في لشبونة في البرتغال.